# Florián de Lorch
Florián de Lorch o Florián de Lorsch o San Florián (en latín: Florianus), muerto el 4 de mayo de  304, es un santo cristiano, patrón de Polonia, de la ciudad de Linz, de los limpiadores de chimeneas y de los bomberos con fiesta litúrgica el 4 de mayo.[2]

## Biografía

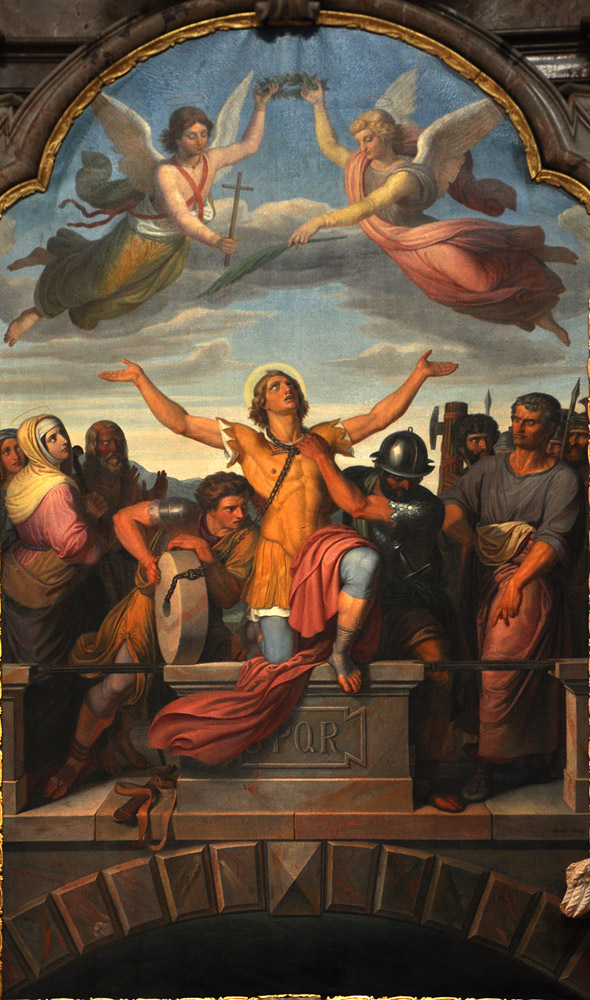
Martirio de San Florian de Lorch pintado por Leopold Schultz de 1837 en Austria.

Florián nació alrededor de 250 D.C. en la ciudad de Aelium Cetium en la Antigua Roma, hoy en día Sankt Pölten, Austria. Vivía en Lauriacum en el tiempo de los emperadores Diocleciano y Maximiano. Comandaba el ejército imperial de Baviera. Se unió al ejército romano y avanzó en las filas, llegando a comandante del ejército imperial de la provincia Roman de Noricum. Además de sus funciones militares, también era responsable de organizar y dirigir brigadas de extinción de incendios. Florian organizó y entrenó a un grupo de élite de soldados cuyo único deber era combatir incendios.[4]
Durante la persecución diocleciana de los cristianos, llegaron a Roma informes de que Florián no estaba haciendo cumplir las proscripciones contra los cristianos en su territorio. Aquilino fue enviado a investigar estos informes. Cuando Aquilino ordenó a Florián que ofreciera sacrificios a los dioses romanos de acuerdo con la religión romana, Florián se negó. Florián fue condenado a ser quemado en la hoguera. De pie en la pira funeraria, se dice que Florián desafió a los soldados romanos a encender el fuego diciendo: " Si queréis saber que no temo vuestra tortura, encended el fuego y en nombre del Señor subiré". Temerosos de sus palabras, los soldados no quemaron a Florián, sino que lo ejecutaron ahogándolo en el río Enns con una piedra de molino atada alrededor de su cuello. [3][4]
Posteriormente, los cristianos recuperaron su cuerpo y lo enterraron en un monasterio agustino cerca de Lorch. Más tarde, una mujer llamada Valeria tuvo una visión en la que vio a Florián que le pedía que le enterrara en un lugar más digno.

## Veneración

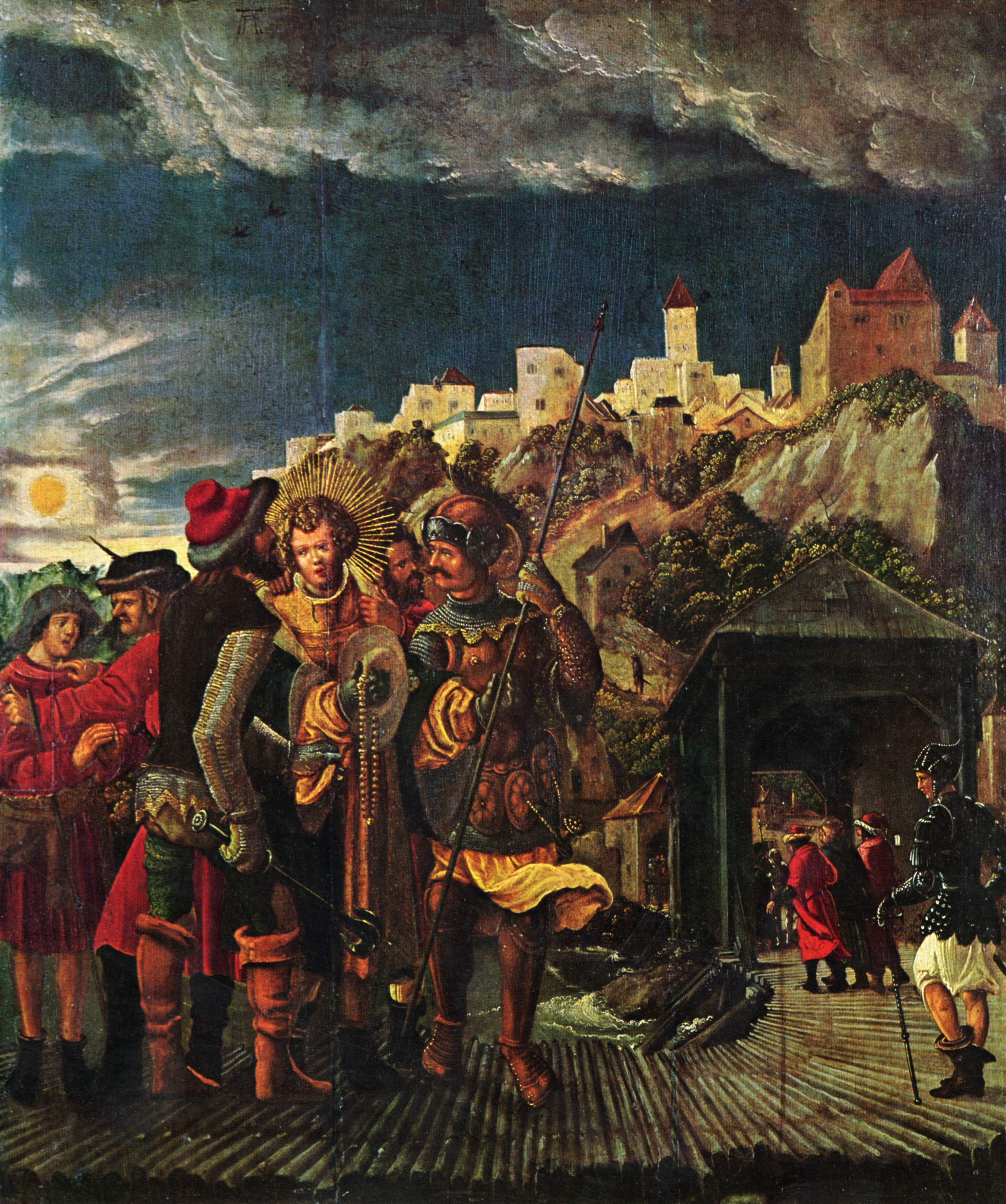
Toma de San Floriano.

San Florián es muy venerado de Europa Central.[6] La ciudad austriaca de Sankt Florian lleva su nombre. Según la leyenda, su cuerpo fue enterrado en el Monasterio de San Florián, alrededor del cual creció la ciudad.
San Florián fue adoptado como santo patrón de Polonia en 1184, cuando el papa Lucio III accedió a la petición del Príncipe Casimiro II el Justo de Polonia, de enviar las reliquias de Florián a ese país. Así, Cracovia reclama algunas de sus reliquias. [6]
En 1935 se inauguró en Viena una estatua de San Florián obra de Josef Josephu. Se encontraba en el principal parque de bomberos de Viena, en la plaza principal de la ciudad, Am Hof. Después de que la estación de bomberos fuera bombardeada en 1945 durante la Segunda Guerra Mundial. la estatua se trasladó al Museo de los Bomberos (Wiener Feuerwehrmuseum).
Se cree que fue hermano de San Florencio de Anjou, quien se salvó del martirio milagrosamente.
Según las crónicas,  que había recibido las reliquias del papa Lucio II, llevó sus restos mortales de vuelta a Polonia. Cuenta la tradición que los caballos que tiraban del carro que transportaba los restos del santo desde Wawel se detuvieron en Cracovia, y que no se movieron hasta que no se decidió levantar en ese lugar un templo en honor a él. El 4 de mayo del 2004 las reliquias fueron trasladadas a la Catedral de San Miguel Arcángel y San Florián Mártir (cabe recordar que, en el siglo XVI, Segismundo III trasladó la capital de Cracovia a Varsovia).
Se le representa con una cubeta de agua debido a que, además de las funciones militares, se le asignó el mando de una unidad de lucha contra incendios. Según la leyenda, salvó una aldea en llamas arrojando sobre el fuego un simple balde de agua.